# Зоряний шлях: Дискавері (сезон 5)

## Загальні відомості
П'ятий і останній сезон американського телевізійного серіалу «Зоряний шлях: Дискавері» оповідає про пригоди екіпажу «USS Discovery», який досліджує майбутнє, через 900 років після подій оригінального серіалу «Зоряний шлях». Сезон здійснювався телекомпанією «CBS Studios» спільно з «Secret Hideout» та «Roddenberry Entertainment», Алекс Курцман та Мішель Парадайз виступали шоуранерами.
Сонеква Мартін-Грін зіграла головну роль Майкл Бернем. Також в головних ролях знімалися Даг Джонс, Ентоні Репп, Мері Вайзмен, Вілсон Круз та Девід Айяла.
Розробка сезону почалася в березні 2020 року, щоб його було можливо знімати паралельно з четвертим сезоном, але ці плани були змінені через пандемію COVID-19. П'ятий сезон було офіційно замовлено в січні 2022 року, а зйомки проходили у Торонто (Канада), з червня по листопад. У березні 2023 року компанія «Paramount» оголосила, що сезон буде останнім для серіалу, і додаткові зйомки відбулися через місяць, щоб серіал був краще завершеним.
Прем'єра сезону першим подвійним епізодом відбулася 4 квітня 2024 року на потоковому сервісі Paramount+. Інші вісім епізодів виходили щотижня до 30 травня.

## Актори і персонажі
- Сонеква Мартін-Грін — Майкл Бернем
- Даг Джонс — Сару
- Блу дель Барріо — Адіра Тал
- Ян Александер — Грей Тал
- Ентоні Репп — Пола Сметс
- Мері Вайзмен — Сільвія Тіллі
- Вілсон Круз — Г'ю Калбер
- Девід Айяла — Клівленд «Бук» Букер

## Зйомки
Серіал знімався на Pinewood Toronto Studios в Торонто. Попереднє виробництво сезону почалося в березні 2022 року. Осунсанмі повідомлено, що в сезоні продовжать використовувати відеостіну, яка була створена для віртуального виробництва у четвертому сезоні, і знімальна група скористається навчиками, отриманими про технології, коли вони вперше її використали. Зйомки п'ятого сезону почалися 13 червня 2022 року і завершилися 20 листопада. Фрейкс зняв першу половину фіналу, а Осунсанмі — другу. У квітні 2023 року Осунсанмі провів два-три дні додаткових зйомок, щоб оновити останній епізод сезону — аби він міг бути кращим фіналом серіалу. «Paradise» повідомлено, що їм не потрібно вносити жодних змін до решти сезону.

## Випуск
Спочатку прем'єра сезону мала відбутися на «Paramount+» у США на початку 2023 року, але це було відкладено, коли стало відомо — сезон буде останнім у серіалі. Прем'єра відбулася 4 квітня 2024 року першими двома епізодами. Інші вісім епізодів виходили щотижня. «Paramount+» також випустив сезон у Великій Британії, Швейцарії, Південній Кореї, Латинській Америці, Німеччині, Франції, Італії, Австралії, Австрії та Канаді. Його показував у Новій Зеландії «TVNZ», у Греції — «Cosmote TV», а в інших країнах — «SkyShowtime» (комбінація «Paramount+» і «Peacock» для деяких країн Європи), і транслювався в Канаді на «CTV Sci-Fi Channel».

## Епізоди
| № п/п | № в сезоні | Назва                                            | Режисер               | Сценарист                         | Оригінальний показ | Оригінальний показ українською | Код            | Рейтинг        |                |
| --- | ---------- | ------------------------------------------------ | --------------------- | --------------------------------- | ------------------ | ------------------------------ | -------------- | -------------- | -------------- |
| 56 | 1          | «Red Directive» «Червона директива»              | Олатунде Осунсанмі    | Мішель Парадайз                   | 4 квітня 2024      | Буде оголошено                 | Буде оголошено | Буде оголошено | Буде визначено |
| Бернем та USS "Discovery" відправляють знайти таємничий артефакт, захований у 800-річному ромуланському судні, але виявляється, що вони не єдині на полюванні. Тим часом Сару пропонують посаду всього життя.                                  |            |                                                  |                       |                                   |                    |                                |                |                |                |
| 57 | 2          | «Under the Twin Moons» «Під місяцями-близнюками» | Даг Аарнікоскі        | Алан Б. МакЕлрой                  | 4 квітня 2024      | Буде оголошено                 | Буде оголошено | Буде оголошено | Буде визначено |
| Під час останньої місії Сару діє як Номер один капітана Бернем. Команда вирушає на, здавалося б, покинуту планету, щоб полювати за тим, що може бути найбільшим скарбом у галактиці.                                                           |            |                                                  |                       |                                   |                    |                                |                |                |                |
| 58 | 3          | «Jinaal» «Джинаал»                               | Енді Армаганьян       | Кайл Ярров; Лорен Вілкінсон       | 11 квітня 2024     | Буде оголошено                 | Буде оголошено | Буде оголошено | Буде визначено |
| На Тріллі капітан Бернем, Бук і Калбер повинні пройти небезпечне випробування. Аби довести, що вони гідні наступної підказки. Адіра відновлює зв’язок із Греєм, і перший день Сару як посла ускладнюється його заручинами із Т'Ріною.          |            |                                                  |                       |                                   |                    |                                |                |                |                |
| 59 | 4          | «Face the Strange» «Обличчям до дивного»         | Лі Роуз               | Сін Кохран                        | 18 квітня 2024     | Буде оголошено                 | Буде оголошено | Буде оголошено | Буде визначено |
| Коли гонка між "Дискавері" та мисливцями за головами Л'аком і Молл загострюється, несподівана зброя змушує Бернем та Рейнера подолати розбіжності - щоб врятувати решту команди.                                                               |            |                                                  |                       |                                   |                    |                                |                |                |                |
| 60 | 5          | «Mirrors» «Дзеркала»                             | Ян Мак-Гован          | Джоранн Лі; Карлос Ціско          | 25 квітня 2024     | Буде оголошено                 | Буде оголошено | Буде оголошено | Буде визначено |
| Капітан Бернем і Бук подорожують у позавимірний простір у пошуках наступної підказки про місцезнаходження сили Прародителів. У цей час Рейнер виконує свою першу місію під командуванням USS "Discovery", а Калбер відкривається Тіллі.        |            |                                                  |                       |                                   |                    |                                |                |                |                |
| 61 | 6          | «Whistlespeak» «Мова свисту»                     | Кріс Бірн             | Кеннет Лінн; Брендон Шульц        | 2 травня 2024      | Буде оголошено                 | Буде оголошено | Буде оголошено | Буде визначено |
| Капітан Бернем повинна подумати про порушення Верховної директиви, коли місцеві традиції в суспільстві до варпу загрожують життю Тіллі. Калбер намагається з'єднатися зі Стамецом, Рейнер призначає йому й Адірі позицію на містку.            |            |                                                  |                       |                                   |                    |                                |                |                |                |
| 62 | 7          | «Erigah» «Еріга»                                 | Джон Дудковскі        | М. Рейвен Мецнер                  | 9 травня 2024      | Буде оголошено                 | Буде оголошено | Буде оголошено | Буде визначено |
| Оскільки Молл і Л'ак знаходяться під вартою, Федерація втягується в дипломатичну та етичну борню, коли Бріни вимагають їх видати. Тим часом Бук шукає способи допомогти, а Тіллі, Адіра та Ріно намагаються розшифрувати останню підказку.     |            |                                                  |                       |                                   |                    |                                |                |                |                |
| 63 | 8          | «Labyrinths» «Лабіринти»                         | Еммануель Осей-Куффур | Лорен Вілкінсон; Ерік Дж. Роббінс | 16 травня 2024     | Буде оголошено                 | Буде оголошено | Буде оголошено | Буде визначено |
| Коли Бернем опиняється в пастці у «зоні розуму», призначеній для перевірки її спроможності отримати потужну технологію Прародителя, Бук, Рейнер і екіпаж USS "Discovery" повинні стримувати Бріннів достатньо довго, щоб вона втекла.          |            |                                                  |                       |                                   |                    |                                |                |                |                |
| 64 | 9          | «Lagrange Point» «Точка Лагранжа»                | Джонатан Фрейкс       | Шон Кокран; Арі Фрідман           | 23 травня 2024     | Буде оголошено                 | Буде оголошено | Буде оголошено | Буде визначено |
| Після того, як Молл і Брін захопили таємничу споруду, яка містить силу Прародителів, капітан Бернем повинна очолити таємну місію, щоб повернути її. Перш ніж Брін зрозуміє, як силу використовувати.                                           |            |                                                  |                       |                                   |                    |                                |                |                |                |
| 65 | 10         | «Life, Itself» «Саме життя»                      | Олатунде Осунсанмі    | Кайл Джарров; Мішель Парадайз     | 30 травня 2024     | Буде оголошено                 | Буде оголошено | Буде оголошено | Буде визначено |
| Опинившись у пастці таємничого інопланетного порталу, який кидає виклик відомим правилам часу, простору та гравітації, Бернем повинна боротися з Молл — і самим середовищем — щоб знайти технологію Прародителів і захистити її для Федерації. |            |                                                  |                       |                                   |                    |                                |                |                |                |